# Neoaratus
Neoaratus is een vliegengeslacht uit de familie van de roofvliegen (Asilidae).

## Soorten
- N. belzebul (Macquart, 1838)
- N. hercules (Wiedemann, 1828)